# 沖縄ホーメル
株式会社沖縄ホーメル（おきなわホーメル）は、沖縄県中頭郡中城村に本社を置く食肉加工業者。米国のホーメル・フーズ・コーポレーションとの資本・技術提携により、ホーメルやメリーキッチンなどのブランドを冠した商品を輸入および製造販売している。
代表取締役社長が嘉数光広から比嘉昌治に変わり、2020年11月にこれまでの工場を建て替え、延べ床面積約5千平方メートルの新工場・社屋竣工が発表された。

## 製品
- SPAM - 沖縄県向け製品の輸入元となっている。
- ソーセージ （チルド商品）
- コンビーフハッシュ （レトルト、缶詰）
- ビーフシチュー （以下レトルト商品）
- タコライス
- 煮付
- 汁物
- カレー